# Stéphane, una moglie infedele
Stéphane, una moglie infedele (La femme infidèle) è un film del 1969 scritto e diretto da Claude Chabrol, con Stéphane Audran, Michel Bouquet e Maurice Ronet.
Ne è stato realizzato un remake nel 2002, L'amore infedele - Unfaithful, diretto da Adrian Lyne, con Richard Gere, Diane Lane e Olivier Martinez.

## Trama
Charles e Stéphane (Hélène nella versione originale) sono una coppia altoborghese, sposata da undici anni, hanno un figlio e vivono in campagna fuori Parigi. Sotto l'apparenza di un'unione perfetta, Charles nutre dei sospetti verso Stéphane e teme d'essere tradito. Un giorno, casualmente, Charles scopre che la moglie ha mentito sui suoi appuntamenti in città: ossessionato dal dubbio, incarica un investigatore privato di spiarne i movimenti. Conclusa l'indagine, apprende che la moglie s'incontra tre volte la settimana con lo scrittore Victor Pégala.
All'insaputa di lei, Charles si reca a casa dell'uomo, raccontandogli che la loro è una coppia aperta, di non essere mosso da risentimenti e gli chiede di mostrargli la casa. In camera da letto, scopre che Stéphane ha regalato all'amante un oggetto che le aveva comprato per festeggiare l'anniversario di matrimonio. Scosso dall'ira, colpisce Victor e l'uccide, poi meticolosamente cancella le tracce del suo passaggio e getta il corpo di Victor in un canale. Nei giorni seguenti, Stéphane è turbata dalla misteriosa assenza dell'amante e riceve una visita della polizia. Il cerchio si stringe intorno a Charles, ma quando Stéphane trova una foto di Victor in una tasca della giacca del marito e capisce allora cos'ha compiuto il marito per amore, decide di farla sparire e non rivelare nulla alla polizia.

## Riconoscimenti
È stato inserito fra i miglior film stranieri ai National Board of Review Awards 1969.

## Critica
(Leo Pestelli)